# Caxã
Caxã (Kashan) é uma cidade na província de Ispaã, Irã. No censo demográfico de 2006 a cidade tinha uma população de 248 789 habitantes.
A etimologia do nome da cidade vem da palavra persa Kashi, que em português significa "azulejos". Caxã é o primeiro dos grandes oásis, ao longo da rodovia Qom-Carmânia que corre ao longo da borda do deserto central do Irã. A sua beleza natural é devido, principalmente, ao contraste entre a ressequida imensidão do deserto e a paisagem verdejante da região do oásis.

## História
Descobertas arqueológicas no sítio de Tappeh Sialk, localizado a cerca de quatro quilômetros a oeste de Caxã, revelaram que esta região foi um dos primeiros centros de civilização na pré-história. Sendo assim, Caxã remonta ao período elamita do Irã. A zigurate de Tappeh Sialk pode ainda ser vista nos subúrbios de Caxã mesmo após 5 000 anos. Os três Reis Magos que seguiram a estrela que orientou-os a Belém para testemunhar o nascimento de Jesus, como narrado na Bíblia, declaradamente vieram de Caxã. (Algumas fontes entretanto, afirmam a sua origem ser em outro local).
Os artefatos encontrados em Sialk fazem parte atualmente do acervo dos museus do Louvre, em Paris, do Metropolitan Museum of Art, em Nova Iorque, e do Museu Nacional do Irã, em Teerã. O sultão seljúcida Maleque Xá I da Dinastia seljúcida ordenou a construção de uma  fortaleza na parte central de Caxã, no século XI. Os muros da fortaleza, chamada Gal'eh Jalali ainda podem ser vistos até hoje na área central da cidade.
Caxã foi também um local de férias de lazer dos reis safávidas. Bagh-e Fin (Jardim Fin), especificamente, é um dos mais famosos jardins do Irã. Este lindo jardim com sua piscina e pomares foi projetado ao xá Abas I como uma clássica visão persa do paraíso. Os edifícios originais safávidas foram quase que totalmente substituídos e reconstruídos pelo Império Cajar, embora a disposição das árvores e das bacias de mármore se aproximem do original. O próprio jardim no entanto, foi inicialmente criado há 7 000 anos, ao lado do Cheshmeh-ye-Soleiman. O jardim também é lembrado por ter sido o local do assassinato de Mirza Tagui Cã conhecido como Amir Cabir, chanceler de Naceradim Xá Cajar, o rei iraniano em 1852.
O sismo de 1778 arrasou a cidade de Caxã e todos os edifícios do xá safávida Abas, deixando 8 000 feridos. Mas a cidade foi reconstruída e é hoje atração turística com suas inúmeras mansões dos séculos XVIII e XIX, representando os melhores exemplos da estética Qājār.

## Caxã atualmente

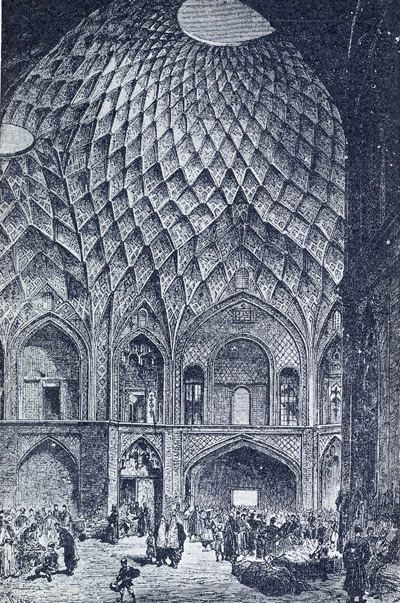
Timcheh Amin-o-dowleh, o Bazar de Caxã, década de 1800. Os arquitetos persas usaram essas estruturas para diminuir naturalmente o calor, regulando a entrada dos raios solares e ventilando seu interior no período diurno

Embora extremamente rica em termos de potencial turístico, a cidade permanece pouca desenvolvida neste setor. No entanto, centenas de turistas estrangeiros de todo o mundo visitam esta histórica cidade todos os anos. Qamsar e Abyaneh são importantes cidades em torno de Caxã, atraindo turistas anualmente. Uma incrível caverna feita pelo homem e uma lareira histórica na cidade de Niasar, perto de Caxã, também são notáveis, embora não conhecidos pelos turistas.
No entanto Caxã é internacionalmente famosa pela fabricação de tapetes, seda e outros tecidos. Atualmente em Caxã funciona a maioria das indústrias mecanizadas de tecelagem de tapetes do Irã, e conta com uma importante indústria mineradora de mármore e cobre.
Caxã é ligada através de rodovias a Ispaã, Natanz, e Qom, apenas a uma hora de viagem em direção ao norte. Caxã e seus subúrbios têm uma população de 400 000 habitantes.

### Faculdades e universidades
1. Universidade de Ciências Médicas de Caxã
2. Universidade de Caxã

## Cidade irmã
- Uma, Suécia